# Andrena truncatilabris
Andrena truncatilabris é uma espécie de insetos himenópteros, mais especificamente de abelhas pertencente à família Apidae.
A autoridade científica da espécie é Morawitz, tendo sido descrita no ano de 1877.
Trata-se de uma espécie presente no território português.